# Wiktor Fajnberg
Wiktor Isaakowicz Fajnberg (ros. Виктор Исаакович Файнберг; ur. 26 listopada 1931 w Charkowie, zm. 2 stycznia 2023) – radziecki dysydent żydowskiego pochodzenia, lingwista z wykształcenia. W 1968 roku ukończył studia z zakresu filologii angielskiej na wydziale filologicznym Leningradzkiego Uniwersytetu Państwowego, gdzie obronił pracę dyplomową o J.D. Salingerze. 25 sierpnia tego samego roku wziął udział w „demonstracji siedmiorga” przeciwko wejściu armii Układu Warszawskiego do Czechosłowacji. Ponieważ podczas pacyfikowania demonstracji wybito Fajnbergowi cztery przednie zęby, nie można go było pokazać przed moskiewskim sądem i wyłączono jego sprawę do osobnego postępowania. Umieszczony zatem został na cztery lata w szpitalu psychiatrycznym. W 1974 roku razem z żoną wyemigrował do Francji, gdzie został dyrektorem Kampanii przeciwko Nadużywaniu Psychiatrii.
W 2014 Prezydent Słowacji Andrej Kiska odznaczył Wiktora Fajnberga Medalem Prezydenta Republiki Słowackiej.